# 资政院
資政院為中國首個國家議會機關，於清朝晚期立憲運動時成立，並做為未來召開正式國會做準備。資政院成立于1910年10月3日（宣統二年九月初一），终止于1912年（民國元年）2月，由中华民国临时参议院替代。
院址北京象来街（民国时期曾改名为国会街，1949年後又改为象来街，今為宣武門西大街之一部分，屬北京市西城区），原為京師法律學堂。建築已不存，舊址現為新華社印刷廠院。

## 过程

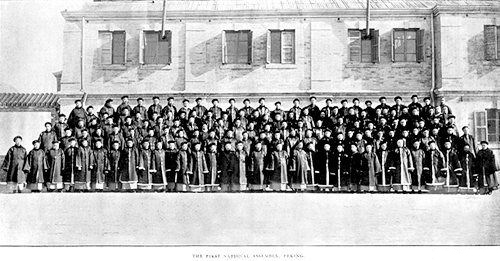
资政院于1910年10月3日第一次举行开院礼时全体议员合影

- 拳亂結束，天子、太后返回燕都之後，朝廷锐意求治，派大臣赴各国考察政治，设考察政治馆。命甄择各国政法，斟酌损益，候旨裁定。
- 1906年7月，诏曰：“考察政治大臣载泽等回国陈奏，国势不振，由于上下相暌，内外隔阂；而各国所以富强，在实行宪法，取决公论。今日惟有仿行宪政，大权统于朝廷，庶政公诸舆论，廓清积弊，明定责成，以豫备立宪基礎。俟规模初具，妥议立宪实行期限。”
- 9月，庆亲王奕劻等遵旨核议釐定官制，以“立宪国官制，立法、行政、司法三权并峙，各有专属，相辅而行。立法当属议院，今日尚难实行。请暂设资政院，以为豫备”。
- 1907年，改考察政治馆为宪政编查馆。八月，谕曰：“立宪政体，取决公论，中国上、下议院未能成立，亟宜设资政院，以立议院基礎。派溥伦、孙家鼐为资政院总裁，妥拟院章，请旨施行。”并促各省速设谘议局，慎选公正明达官绅，由各属合格绅民，公举贤能为议员。张謇、汤寿潜等人在上海成立预备立宪公会，之后各地立宪公会纷纷建立
- 1908年6月，资政院奏言：“立宪国之有议院，所以代表民情，议员多由人民公举。凡立法及豫算、决算，必经议院协赞，方足启国人信服之心。”
- 1909年9月各督、抚次第奏报举行各省諮議局選舉。
- 1910年9月1日，资政院举行第一次开院礼。议员二百名，钦选、民选各一半。监国摄政王载沣代行莅选，颁谕嘉勉议员。
- 1911年9月，遵章第二次召集开会，总裁李家驹。

## 议员

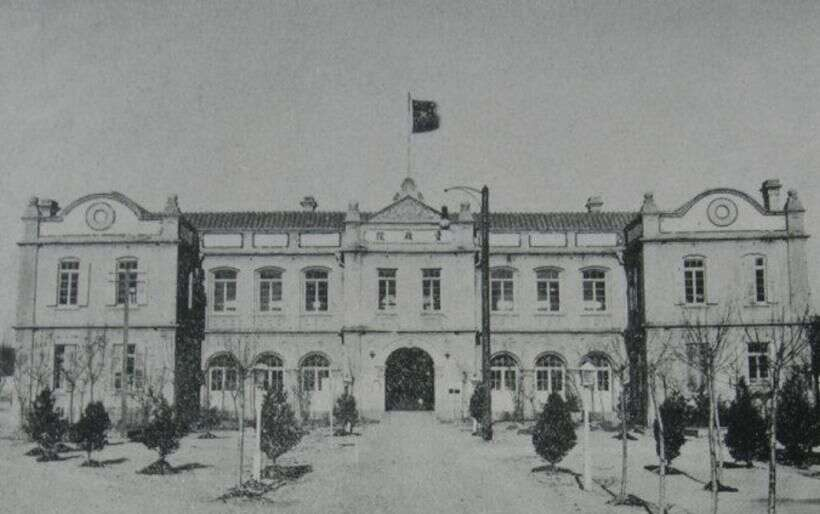
资政院大楼
正门上方题有“资政院”三字，位于象来街（今北京市西城区宣武門西大街之一部分）

议员人数起初订为二百名，钦选、民选各一半。钦选一百名由皇帝指派，民选一百名由各省谘议局选出。由于新疆省未开谘议局，故应选的2名议员阙如，实际应民选的议员只有98名，清廷也相应减少钦选议员至98名，故总共应选议员196名。这196名应选议员以外，还有资政院总裁、副总裁、秘书长各1人皆为钦选，且皆享有表决权。议员名额分配情况如下：
| 民选     | 民选     | 民选       | 民选     | 民选         |              | 钦选     | 钦选 |
| -------- | -------- | ---------- | -------- | ------------ | ------------ | -------- | ---- |
| 奉天省   | 3        |            | 山東省   | 6            | 宗室王公世爵 | 14       |      |
| 吉林省   | 2        | 河南省     | 5        | 满汉世爵     | 12           |          |      |
| 黑龍江省 | 2        | 山西省     | 5        | 外藩王公世爵 | 14           |          |      |
| 直隸省   | 9        | 陝西省     | 4        | 宗室觉罗     | 6            |          |      |
| 江蘇省   | 7        | 甘肅省     | 3        | 各部院衙门官 | 32           |          |      |
| 安徽省   | 5        | 甘肅新疆省 | —        | 硕学通儒     | 10           |          |      |
| 江西省   | 6        | 四川省     | 6        | 纳税多额     | 10           |          |      |
| 浙江省   | 7        | 廣東省     | 5        |              |              |          |      |
| 福建省   | 4        | 廣西省     | 3        |              |              |          |      |
| 湖北省   | 5        | 雲南省     | 4        |              |              |          |      |
| 湖南省   | 5        | 貴州省     | 2        |              |              |          |      |
| 合计98名 | 合计98名 | 合计98名   | 合计98名 | 合计98名     | 合计98名     | 合计98名 |      |

民选议员的选举办法是由各省谘议局议员互选二倍于定额之数者，然后由督抚圈定其中一半人为当选者。钦选议员则分为七类，由于合资格人数较多，故其中也包含一定选举的成分。

### 议员名录
民选议员共计98名。
- 奉天（3名）：陈瀛洲、王玉泉、书铭
- 吉林（2名）：徐穆如、庆山
- 黑龙江（2名）：桂山、达杭阿
- 直隶（9名）：齐树楷、李榘、刘春霖、籍忠寅、于邦华、吴德镇、陈树楷、李搢荣、胡家祺
- 江苏（7名）：许鼎霖、孟昭常、雷奋、夏寅官、马士杰、潘鸿鼎、方还
- 安徽（5名）：江谦、江辛、柳汝士、李国筠、陶镕
- 江西（6名）：闵荷生、邹国玮、汪龙光、刘景烈、黄象熙、文龢
- 浙江（7名）：陈敬第、余镜清、郑际平、王廷扬、邵羲、王佐、陶葆霖[4]
- 福建（4名）：康詠、杨廷纶、张选青、李慕韩
- 湖北（5名）：胡柏年、陈国瓒、郑潢、谈钺、陶峻 [5]
- 湖南（5名）：罗杰、汤鲁璠、黎尚雯、唐右桢、易宗夔
- 山东（6名）：陈命官、王昱祥、彭占元、尹祚章、郑熙嘏、蒋鸿斌[6]
- 河南（5名）：王绍勋、张之锐、彭运斌、李时灿、陶毓瑞
- 山西（5名）：李华炳、王用霖、李素、刘志詹、渠本翘[5]
- 陕西（4名）：周镛、吴怀清、卢润瀛、梁守典
- 甘肃（3名）：王曜南、杨锡田、罗其光
- 四川（6名）：李文熙、高凌霄、张政、刘纬、郭策勳、万慎
- 广东（5名）：刘曜垣、周廷励、王廷献、黄毓棠、刘述尧
- 广西（3名）：黄晋蒲、冯汝梅、吴赐龄[7]
- 云南（4名）：陈荣昌、张之霖、顾视高、范彭龄
- 贵州（2名）：刘荣勋、牟琳

钦选议员共计98名。另总裁、副总裁、秘书长共3人，合计101人。1907年资政院成立时，设总裁2人，分别为溥伦和孙家鼐。1909年孙家鼐去世后，1910年任命沈家本为副总裁，此后常设总裁1名，副总裁1名。
- 总裁：溥伦（1907年9月20日-1911年3月22日）、孙家鼐（1907年9月20日-1909年11月30日）、世续（1911年3月22日-1911年10月30日）、李家驹（1911年10月30日-1912年1月26日）、许鼎霖（1912年1月26日-1912年2月12日）[8]
- 副总裁：沈家本（1910年9月15日-1911年1月28日）、李家驹（1911年3月22日-1911年10月30日）、达寿（1911年10月30日-1912年2月12日）[8]
- 宗室王公世爵（14名）：魁斌、载功、訥勒赫、载瀛、载润、溥霱、全荣、寿全、载铠、载振、毓盈、载燕、盛昆、庆恕
- 满汉世爵（12名）：希璋、黄懋澄、志钧、荣泉、荣墪、廷秀、存兴、曾广銮、李长禄、敬昌、刘能纪、胡祖荫
- 外藩王公世爵（14名）：博迪苏、贡桑诺尔布、色凌敦鲁布、色隆托济勒、勒旺诺尔布、特古斯阿勒坦呼雅克图、剛達多爾濟、多尔济帕拉穆、達木黨蘇倫、那彦图、索特那木札木柴、巴勒珠尔那布坦、司迪克、那木济勒错布丹
- 宗室觉罗（6名）：宗室定秀、宗室世珣、宗室荣普、宗室成善、觉罗景安、觉罗宜纯
- 各部院衙门官（32名）：奎濂、陈懋鼎、赵椿年、锡嘏、荣凯、毓善、刘道仁、文哲珲、崇芳、李经畬、林炳章、庆蕃、顾栋臣、何藻翔、陈善同、刘泽熙、魏联奎、赵炳麟、俨忠、胡骏、王璟芳、文溥、吴进修、柯劭忞、荣厚、胡礽泰、汪荣宝、吴廷燮、长福、曹元忠、吴纬炳、郭家骥
- 硕学通儒（10名）：吴士鉴、劳乃宣、章宗元、陈宝琛、沈家本、严复、陆宗舆、喻长霖、沈林一、陶葆廉
- 纳税多额（10名）：孙以芾、周廷弼、席绶、宋振声、罗乃馨、李士钰、林绍箕、王佐良、李湛阳、王鸿图
- 秘书长：金邦平

议员增补
- 宣统三年四月二十九日：派不入八分镇国公载岐、三等承恩公头等侍卫瑞兴、青海霍硕特郡王鞥克济尔噶朗、西路中左翼右旗札萨克辅国公巴彦济尔噶勒充欽選议员[9]
- 宣统三年六月二十七日：派翰林院编修黎湛枝、学部参事恩華、度支部员外郎錢承鋕、学部参事范源濂、度支部郎中陳錦涛為欽選議員[10]
- 宣统三年八月十二日：派溥善、德啟、彥惠、王季烈、程明超充欽選議員[11]
- 宣统三年？：朱献文？（《政治官報》待查）
- 宣统二年？：索特那木拉布坦？（载《清史稿》列傳三百八 藩部四 ，《政治官報》待查）

## 其他人员
- 协理：景星（1907年1月20日-1909年12月死亡）陆元鼎（1907年1月20日-1908年7月6日）丁振铎（1907年1月20日-1911年）俞廉三（1907年1月20日-1911年）李家驹（1909年9月23日-1910年4月14日）[8]
- 帮办：宝熙（1908年-1911年）沈云沛（1908年-1911年）顾璜（1908年-1911年）[8]

## 延伸阅读
- 李启成 点校，资政院议场会议速记录：晚清预备国会论辩实录，上海三联书店，2011年